# جوسه لایت لوپز
 جوسه لایت لوپز (انگلیسی: José Leite Lopes؛ زاده ۲۸ اکتبر ۱۹۱۸ درگذشته ۱۲ ژوئن ۲۰۰۶) یک دانشمند اهل برزیل بود.